# Chris Petit
Chris Petit (nascut el 17 de juny de 1949) és un novel·lista i cineasta anglès. Durant la dècada de 1970 va ser editor de cinema per a Time Out i va escriure a Melody Maker. La seva primera pel·lícula va ser la road movie britànica de culte Radio On, mentre que la seva pel·lícula de 1982 An Unsuitable Job for a Woman es va presentar al 32è Festival Internacional de Cinema de Berlín. Les seves pel·lícules sovint tenen un fort element de psicogeografia, i ha treballat sovint amb l'escriptor Iain Sinclair. També ha escrit diverses novel·les, entre elles Robinson (1993).

## Ficció

### Robinson
Robinson (1993) és una novel·la sobre un home que treballava inicialment al Soho de Londres en una feina vagament relacionada amb la indústria cinematogràfica, que coneix l'enigmàtic personatge principal i s'implica en l'excés d'alcoholisme i la producció de pel·lícules pornogràfiques. Va ser la primera novel·la de Petit procedent de la seva carrera anterior com a cineasta. Nicholas Lezard el compara amb JG Ballard i Patrick Hamilton. Merlin Coverley assenyala que el personatge Cookie indica un deute amb l'escriptor londinenc Robin Cook (també conegut com Derek Raymond). Hi ha certa confusió sobre el nom del personatge principal, que sembla relacionar-se amb una figura misteriosa del Viatge al fons de la nit de Céline, inspirat en Robinson Crusoe; es va estrenar al mateix temps que la primera pel·lícula de la trilogia de Patrick Keiller Robinson, que Keiller va afirmar que prengué el nom de la Amerika de Kafka. però d'altres, com Iain Sinclair, s'han relacionat amb Céline i indirectament amb Petit.
Les crítiques inicials es van silenciar: en revisar-la el 1993, Lezard va pensar que funcionaria millor com a pel·lícula que com a novel·la. Publishers Weekly la va qualificar "principalment una peça d'estat d'ànim" i "res més que l'atmosfera"". Més recentment, la seva reputació ha millorat: The Quietus va considerar-la un "clàssic".

### The Psalm Killer
The Psalm Killer (1997) iés un thriller policial ambientat en el conflicte nord-irlandès. Combina les històries de "Candlestick", un assassí que treballa per ambdues parts, amb l'inspector Cross, un policia que investiga una sèrie d'assassinats. Kirkus la va anomenar "fórmulaic" i "incansablement depriment", comparant-la amb un versió més miserable de John le Carré. En canvi, Booklist el va considerar un "conte captivador i magníficament escrit".

### The Human Pool
The Human Pool (2002) és un thriller, sobre els neonazis a la Frankfurt contemporània i l'espionatge a la Suïssa de la Segona Guerra Mundial. The Guardian la va criticar per "falta de sentit del lloc" i "banalitat descoratjadora".

## Filmografia
- Radio On (1979)
- An Unsuitable Job for a Woman (1982)
- Flight to Berlin (1983)
- Caixes xinesess (1984)
- A Caribbean Mystery (TV) (1989)
- The Cardinal and the Corpse (amb Iain Sinclair) (1992)
- The Falconer (amb Iain Sinclair) (1997)
- Radio On Remix (1998)
- Negative Space (1999)
- Asylum (amb Iain Sinclair) (2000)
- The Carfax Agreement: The Annotated Dracula
- London Orbital (amb Iain Sinclair) (2002)
- Unrequited Love (2006)
- Content (2010)